# Nicola Covelli
Nicola Covelli (Caiazzo, 20 gennaio 1790 – Napoli, 15 dicembre 1829) è stato un mineralogista italiano.

## Biografia
Nacque a Caiazzo in Terra di Lavoro il 20 gennaio 1790 da Giuseppe e da Angela Sanillo. Compì a Caiazzo i primi studi sotto la guida di Giovan Battista de Falco e del professor Bianchi: In seguito fu inviato a Napoli nel novembre 1808 per intraprendere gli studi di medicina sotto l'insegnamento di F. Folineo ma, seguendo la sua naturale inclinazione, si dedicò soprattutto all'approfondimento della chimica, della mineralogia e della botanica. In quest'ultima disciplina ebbe a maestro M. Tenore, col quale collaborò negli anni 1810 e 1811 nel riordinamento del R. Orto botanico.
Nel 1812, durante il regno di Gioacchino Murat, fu inviato a Parigi con un gruppo di giovani colleghi, allo scopo di perfezionarsi e si dedicò soprattutto allo studio delle scienze chimiche e naturali, grazie all'insegnamento e all'amicizia di illustri scienziati francesi. 
Rientrato a Napoli nel 1815, in riconoscimento dei suoi meriti gli fu affidata la cattedra di chimica e di botanica nella R. Scuola veterinaria: per sua iniziativa questa fu arricchita di una farmacia, di un laboratorio di chimica, di un gabinetto di mineralogia e di un Orto botanico.. 
Il Covelli nel 1822 fu sospeso dal suo incarico di professore di Chimica e Botanica nella Regia Scuola Veterinaria per il suo impegno politico a per aver aderito alla Carboneria, infatti lo ritroviamo, insieme ai fratelli Giovan Battista e Raffaele, nella setta caiatina denominata I Lacedemoni. Gli fu di grande aiuto in queste difficili circostanze il grande naturalista abate Teodoro Monticelli, a cui il C. era legato da amicizia fin dall'epoca del suo ritorno da Parigi. L'incontro col Monticelli, insigne studioso dei Campi Flegrei e del Vesuvio, doveva offrirgliene la grande occasione.
Fu professore di botanica e chimica a Napoli e si dedicò per lo più a ricerche sulla composizione delle lave del Vesuvio, scoprendo composti e minerali sconosciuti. 
Fu membro della Reale Accademia delle Scienze, dell’Accademia Pontaniana e del Reale Istituto d'Incoraggiamento di Napoli . In suo onore è stato denominato il minerale covellite.

## Opere
- Prodromo della mineralogia vesuviana (1825)-scritto in collaborazione con Teodoro Monticelli